# Мадан (община)
Мадан (болг. Мадан) — община в Болгарии. Входит в состав Смолянской области. Население составляет 14 287 человек (на 21.07.05 г.).

## Состав общины
В состав общины входят следующие населённые пункты:
1. Арпаджик
2. Борика
3. Бориново
4. Боровина
5. Букова-Поляна
6. Буково
7. Вехтино
8. Високите
9. Вранинци
10. Вырба
11. Вырбина
12. Выргов-Дол
13. Габрина
14. Галиште
15. Дирало
16. Долие
17. Касапско
18. Кориите
19. Крайна
20. Крушев-Дол
21. Купен
22. Леска
23. Лештак
24. Ливаде
25. Ловци
26. Мадан
27. Миле
28. Митовска
29. Мыглишта
30. Петров-Дол
31. Печинска
32. Планинци
33. Равнил
34. Равништа
35. Равно-Нивиште
36. Рустан
37. Средногорци
38. Стайчин-Дол
39. Студена
40. Тынкото
41. Уручовци
42. Цирка
43. Чурка
44. Шаренска

## Политическая ситуация
Кмет (мэр) общины Мадан — Фахри Адемов Молайсенов (Движение за права и свободы (ДПС)) по результатам выборов 2011 года, прежде, по результатам выборов 2007 года, кметом был Атанас Александров Иванов (Болгарская социалистическая партия (БСП)).